# 纳绥尔丁·法赖吉
纳绥尔丁·法赖吉(1386-1411)，埃及布爾吉王朝第二任蘇丹，由1399-1411年在位。
他是在父親巴爾庫克突然死亡後即位，他統治時期國家陷入無政府狀態，加上帖木兒入侵叙利亞，饑荒和黑死病，導致全國人口減少1/3，並且與叙利亞的埃米爾衝突，國家烏煙瘴氣。他在位時期結束時，他成為了一個殘暴的統治者最終導致他到與敘利亞在埃米爾巴勒貝克衝突。戰鬥中他被打敗逃到大馬士革的城堡無路可逃，他投降並在1411年5月23日他被一個僱傭的殺手刺死在他的牢房內。
埃米爾把王位臨時交給哈里發穆斯塔因。